# Генри Стюарт, герцог Глостерский
Ге́нри Стю́арт, ге́рцог Гло́стерский (англ. Henry Stuart, Duke of Gloucester), также известен как Генри Отлендский (англ. Henry of Oatlands; 8 июля 1640, Отлендский дворец, Отлендс, Суррей, Королевство Англия — 13 сентября 1660, Уайтхолл, Лондон, Королевство Англия) — английский и шотландский принц из династии Стюартов, младший сын короля Карла I и Генриетты Марии Французской.
С двухлетнего возраста Генри вместе с сестрой Елизаветой был разлучён с семьёй из-за Английской революции и был пленником парламента. На протяжении нескольких лет детей постоянно перевозили из одной резиденции в другую из-за бушевавшей в Лондоне чумы. Им периодически меняли гувернанток и опекунов на более лояльных к правительству. В 1645 году к Генри и Елизавете присоединился их старший брат Джеймс, герцог Йоркский. В 1647 году Карл I был арестован, и в течение 1647—1648 годов ему позволили несколько раз увидеться с детьми. В апреле 1648 года Джеймс бежал из страны; вероятно, планировалось, что он заберёт с собой и Генри, однако Елизавета побоялась отпустить младшего брата. Когда в 1649 году короля приговорили к смерти, он, опасаясь того, что Генри провозгласят королём и сделают марионеткой правительства, взял с восьмилетнего сына клятву ни за что не принимать корону, пока живы его старшие братья.
После казни Карла I Шотландия провозгласила своим королём его старшего сына Карла II. Летом 1650 года он высадился в Шотландии, что побудило парламент отослать детей покойного короля в замок Карисбрук на острове Уайт, где прежде находился в заключении их отец. Перед отбытием в Карисбрук Генри и Елизавету лишили всех титулов и привилегий. Вскоре после прибытия на Уайт в сентябре 1650 года сестра Генри заболела и умерла. Генри оставался в Карисбруке до следующего года, когда с позволения Кромвеля уехал к сестре Марии в Нидерланды. Оттуда по приглашению матери он отбыл в Париж. С Генриеттой Марией, с которой принц не виделся одиннадцать лет, у него отношения не сложились: Генри был ярым протестантом, а королева — непримиримой католичкой. Генриетта Мария, вопреки воле покойного супруга и старшего сына, попыталась обратить Генри в католичество, и это окончательно испортило их отношения. Генри уехал к брату Карлу в Кёльн. В 1657 году принц вместе с братом Джеймсом сражался на стороне испанцев против Франции. В мае 1659 года Карл II вернул брату титул герцога Глостерского, которого Генри был лишён парламентом в 1650 году, и даровал титул графа Кембриджа.
После реставрации монархии в Англии в 1660 году Генри вернулся на родину вместе с братом. Он получил ряд назначений, но ещё до коронации Карла II заразился оспой и умер. Принца похоронили в склепе Марии Стюарт в Вестминстерском аббатстве.

## Биография

### Происхождение и ранние годы

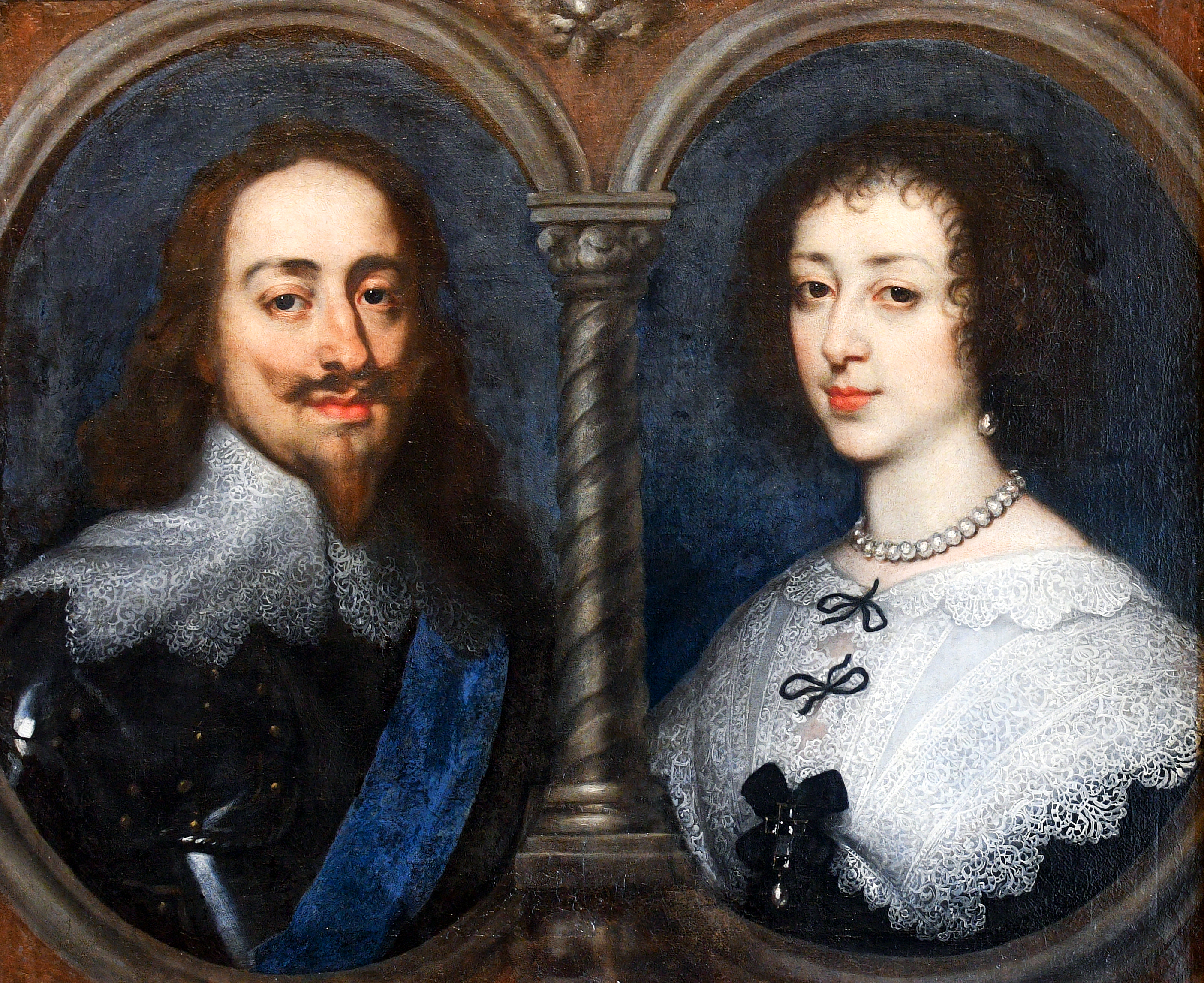
Родители Генри — Карл I и Генриетта Мария Французская.
Антонис ван Дейк, до 1632

Генри Стюарт появился на свет 8 июля 1640 года в Отлендском дворце близ Уэйбриджа в Суррее. Он стал младшим сыном и предпоследним ребёнком короля Англии и Шотландии Карла I и его жены Генриетты Марии Французской, дочери короля Франции и Наварры Генриха IV. Всего в семье было девять детей — четверо сыновей и пять дочерей. Старший сын, Чарльз Джеймс, родился мёртвым или умер сразу после появления на свет, четвёртая дочь, Екатерина, умерла вскоре после рождения, третья дочь, Анна, умерла в возрасте трёх лет. Генри родился уже после смерти Чарльза Джеймса, так что на протяжении всей жизни он был третьим сыном короля. Со смертью Екатерины и Анны мальчик стал пятым пережившим младенчество ребёнком королевской четы.
Принц был крещён 22 июля 1640 года. Его единственной крёстной стала сестра Мария, которая именно во время этой церемонии впервые появилась на публике. С рождения мальчик получил титул герцога Глостерского (герцогство было закреплено за короной, хотя графство Глостер не принадлежало королевской семье). Позднее, в 1659 году, принц получил этот титул повторно, на этот раз от своего брата Карла II, на тот момент ещё находившегося в изгнании за границей.
В феврале 1642 года принц расстался с матерью: она отправилась в Гаагу вместе с принцессой Марией, которая должна была выйти замуж за принца Оранского. Разлука затянулась до 1653 года: в августе 1642 года разразилась Английская революция, и двухлетний Генри с сестрой оказались заложниками в руках английского парламента.

### Во время гражданской войны

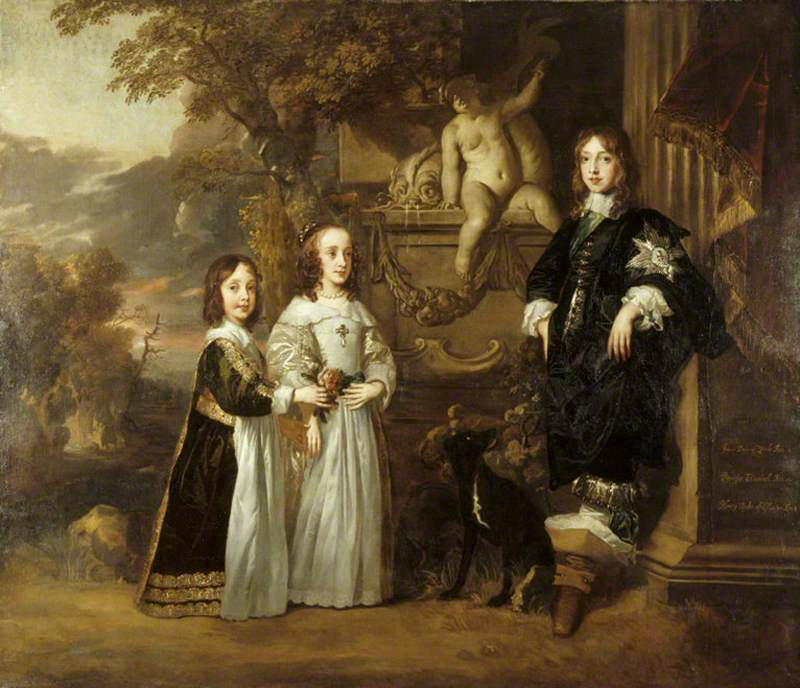
Младшие дети Карла I (слева направо): Генри, герцог Глостер, Елизавета и Джеймс, герцог Йоркский. Питер Лели, 1647

Из-за начавшейся в августе 1642 года гражданской войны Карл I и Генриетта Мария были вынуждены оставить двух младших на тот момент детей, Генри и Елизавету, на попечении парламента. В октябре того же года до предместий дворца, в котором жили принц и принцесса, добралась чума. Елизавета, с детства не отличавшаяся хорошим здоровьем, снова заболела и была настолько слаба, что уехать за пределы столицы не смогла. По рекомендации гувернантки графини Роксбург и с разрешения палаты лордов детей перевезли в Сент-Джеймсский дворец за неимением более подходящей резиденции. Парламент не собирался наказывать детей за действия их отца, но при этом он рассматривал возможность сокращения расходов на их двор. В ходе обсуждения было решено уволить без выплаты жалования почти всех слуг, которые, по мнению парламента, были папистами, им сочувствующими или просто противниками парламента. Елизавета добилась некоторого смягчения, но детям всё же заменили капеллана и урезали расходы на гардероб.
В декабре 1642 и январе 1643 года Генри и Елизавету с разрешения парламента посетили два сквайра короля, чтобы убедиться, что дети здоровы и ни в чём не нуждаются. Позднее принц и его сестра были полностью лишены выплат на гардероб. Это стало результатом противостояния короля и парламента; представитель палаты общин писал: «…если король желает воевать с нами, они [дети] должны оплачивать одежду за свой счёт!» Это действие возмутило не только короля, но и гувернантку детей, графиню Роксбург, которая написала письмо в парламент. После расследования палаты общин и повторного обсуждения было решено вернуть выплаты, но при этом все расходы Генри и Елизаветы должны были оглашаться публично. Принцу и принцессе выделили пенсион в 800 фунтов в месяц на каждого, расходование которого контролировал офицер сэр Ральф Фримен. Парламент провёл ещё и расследование деятельности клириков капеллы королевского дворца, чтобы убедиться, что дети воспитываются в «правильной» религии. 20 июля 1643 года вновь был пересмотрен штат прислуги королевских детей: графиню Роксбург заменили на лояльную к правительству графиню Дорсет.
Летом 1643 года парламент решил перевести Генри и его сестру в Оксфорд под охрану местного гарнизона, однако осенью во время игры Елизавета упала и сломала ногу, и было решено повременить с переездом. К лету 1644 года принцесса полностью оправилась от травмы, но вскоре заболела. В июле врачи рекомендовали Елизавете сменить климат, поэтому детей перевезли в Челси, в резиденцию сэра Джона Денверса (впоследствии он подписал смертный приговор Карлу I). Во время переезда принцу и принцессе было отказано в почётном эскорте, полагавшемся членам королевской семьи. Так как эпидемия чумы продолжалась, детей время от времени переселяли из одной резиденции в другую: это были Сент-Джеймс, Уайтхолл и Челси. К зиме они обосновались в Уайтхолле.
В начале 1645 года тяжело заболела и умерла гувернантка детей, графиня Дорсет. Незадолго до этого принца и принцессу перевели под опеку графа и графини Нортумберленд, о чём было сообщено в газетах 13 марта 1645 года. Граф был близким другом короля и потому относился к его детям со всем почтением и заботой. Под опекой Нортумберлендов дети короля провели счастливое лето в одной из резиденций графа — вероятно, в Сайон-хаусе. Об этом принцесса Елизавета писала сестре Марии 11 сентября 1645 года. В день, которым датировано письмо, проходили слушания в парламенте по вопросу содержания королевских детей; были оговорены состав прислуги, сумма, требуемая на содержание детей и их двора, место их постоянного жительства. Графу Нортумберленду предложили выбрать одну из королевских резиденций, и он выбрал Сент-Джеймсский дворец, куда вскоре привезли Генри и Елизавету. Графу удалось добиться уменьшения количества охраны детей для их комфорта.
В сентябре брат принца, юный герцог Йоркский, оказался в сложном положении: он пребывал в Оксфорде, куда подбиралась чума, накопил долгов и лишился всей провизии. В письме к отцу он попросил разрешения присоединиться к брату и сестре в Лондоне. Ответа от отца принц не дождался, но парламент одобрил переезд и помещение принца под опеку Нортумберленда и с пышным эскортом доставил мальчика в Сент-Джеймс. Герцог Йоркский оставался с братом и сестрой до апреля 1648 года.

### Арест и казнь отца

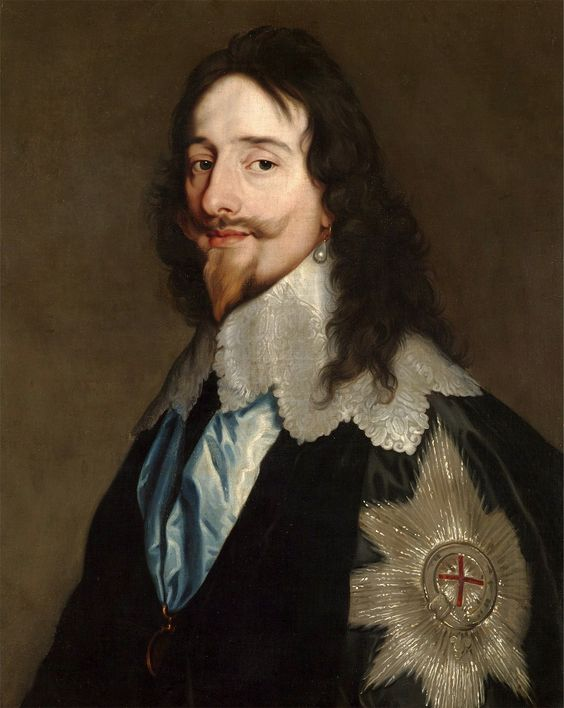
Портрет отца Генри, короля Карла I, кисти ван Дейка, ок. 1638

В марте 1647 года граф Нортумберленд перевёз детей короля в Хэмптон-корт, однако почти сразу они были отозваны обратно в Сент-Джеймс. В это же время шотландцы выдали Карла I английскому парламенту. По решению парламента короля должны были поместить под арест в Кавершеме, и перед отбытием Карл, узнавший, как близко к нему находятся дети, попросил о встрече с ними. Летом 1647 года из-за новой эпидемии граф Нортумберленд был вынужден перевозить детей из одной резиденции в другую и в конечном итоге остановился в Сайон-хаусе. В августе арестованного короля вновь перевезли в Хэмптон-корт, откуда 23 числа ему разрешили отбыть в Сайон-хаус и увидеться там с детьми. 31 августа визит повторился, а 7 сентября уже Генри с братом и сестрой прибыл в Хэмптон-корт, чтобы увидеться с отцом. Во время одного из этих визитов король настоял на том, что его младший сын не должен подвергаться давлению со стороны религии; неясно, опасался ли он влияния католиков или протестантов. Всем троим детям Карл дал противоречивое указание «быть верными англиканской церкви, но более того — их матери-католичке».
В октябре парламент планировал переселить детей на зиму в Сент-Джеймсский дворец; узнав об этом, король попросил правительство разрешить переписку и свидания с детьми. Просьба была удовлетворена, но в ноябре 1647 года королю удалось сбежать. Узнав о побеге отца, Елизавета начала убеждать старшего брата, герцога Йоркского, бежать из страны. Благодаря изобретательности принцессы Джеймсу удалось обмануть личную стражу и, переодевшись женщиной, бежать на континент 21 апреля 1648 года. Вероятно, король планировал, что вместе с герцогом Йоркским сбежит и Генри, но Елизавета побоялась отпустить мальчика из-за того, что он был слишком мал. После побега Джеймса парламент провёл расследование и приказал Нортумберленду без промедления перевезти Генри и Елизавету либо Сайон-хаус, либо в Хэмптон-корт; граф выбрал Сайон-хаус.
В августе 1648 года Карл I снова попал в плен. О последующих событиях принц Генри знал немногое: вестей от отца он не получал, Нортумберленд увёз его и сестру за город на всю зиму и решил не посвящать детей во все подробности суда над королём. Тем не менее дети знали, что 26 января 1649 года Карла I приговорили к смерти. За день до вынесения приговора он попросил разрешения увидеть детей, и 29 января, за день до казни, эта встреча состоялась.
Король опасался, что после его смерти принца Генри могут провозгласить королём и сделать марионеткой в руках парламента. Поэтому во время последней встречи он опустился на колени перед сыном и сказал: «Милый, теперь они лишат вашего отца головы. Послушай, моё дитя, что я скажу: они лишат меня головы и, пожалуй, сделают тебя королём. Но запомни, что я говорю. Ты не должен становиться королём, пока твои братья Чарльз и Джеймс оба живы… я обязую тебя не становиться королём прежде них». Восьмилетний Генри ответил, что скорее согласится быть разорванным на части, чем стать королём при живых братьях.

### Смена опекунов и смерть сестры

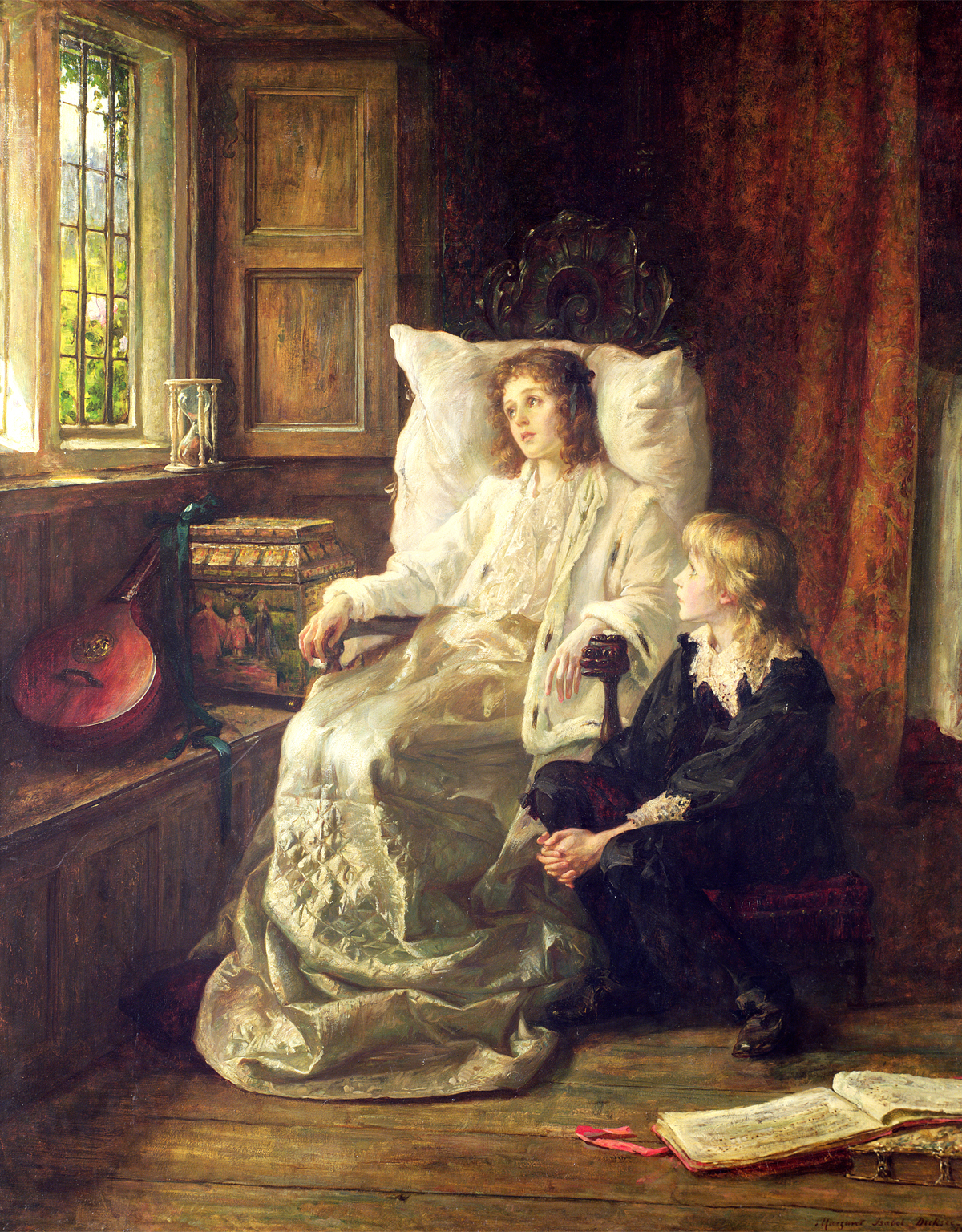
«Дети Карла I».
Маргарет Изабель Дикси, ок. 1895

Поскольку граф Нортумберленд оказался в числе пяти английских пэров, выступивших против казни короля, Генри и Елизавету перевели под опеку графа и графини Лестер в Пенсхёрст-плейс. Елизавета, не желавшая переезжать к новым, к тому же, по её мнению, менее доброжелательным опекунам, вновь отправила в парламент просьбу отпустить её и Генри к Марии в Голландию, но ей снова было отказано. В Пенсхёрст дети в сопровождении графини Лестер и десяти или одиннадцати слуг прибыли 14 июня 1649 года.
Теперь воспитанием королевских детей занималась в основном графиня Лестер, так как граф практически постоянно был в Лондоне. Компаньонами Генри и Елизаветы стали многочисленные дети Лестеров; вместе с ними дети короля садились за стол без королевских почестей, но как члены семьи. Последнее делалось на основе указаний, данных парламентом. Наставником принца и принцессы стал Роберт Ловел, родственник графа по женской линии и роялист. Вскоре после отправки в дом Лестеров поползли слухи, что принца и его сестру могут отравить или отправить в больницу для умалишённых или в благотворительную школу под именами Гарри и Бесси Стюартов; высказывались опасения, что дети станут жертвами матримониальных планов своих опекунов. Однако, вероятнее всего, эти слухи распространялись по приказу их матери Генриетты Марии, находившейся в изгнании во Франции, и не имели никаких оснований.
У парламента существовал реальный план, по которому детей должны были лишить всех королевских привилегий, передать под опеку доверенной семье и воспитать в безвестности. Но этому плану не суждено было сбыться: сразу после казни Карла I шотландцы провозгласили своим королём старшего брата Генри, Карла II. Летом 1650 года, когда стало известно о высадке Карла в Шотландии, Генри и Елизавету было решено переправить в замок Карисбрук на острове Уайт, где ранее был заточён их отец, под опеку Энтони Милдмея и его жены. Елизавета пребывала в ужасе от перспективы быть заточённой в бывшей тюрьме отца и ходатайствовала, ссылаясь на своё плохое здоровье, о том, чтобы её и брата оставили в Пенсхёрсте, но успеха не добилась. Перед отбытием в Карисбрук количество слуг детей было сокращено до четырёх человек (в их число вошёл и Ловел); дети были лишены статусов принца и принцессы, а Генри — герцогского титула. Теперь Генри именовали Гарри Стюарт или мистер Гарри.
23 августа 1650 года, примерно через неделю после прибытия в Карисбрук, сестра Генри заболела. 8 сентября 1650 года она умерла, и десятилетний Генри остался один.

### Жизнь за границей

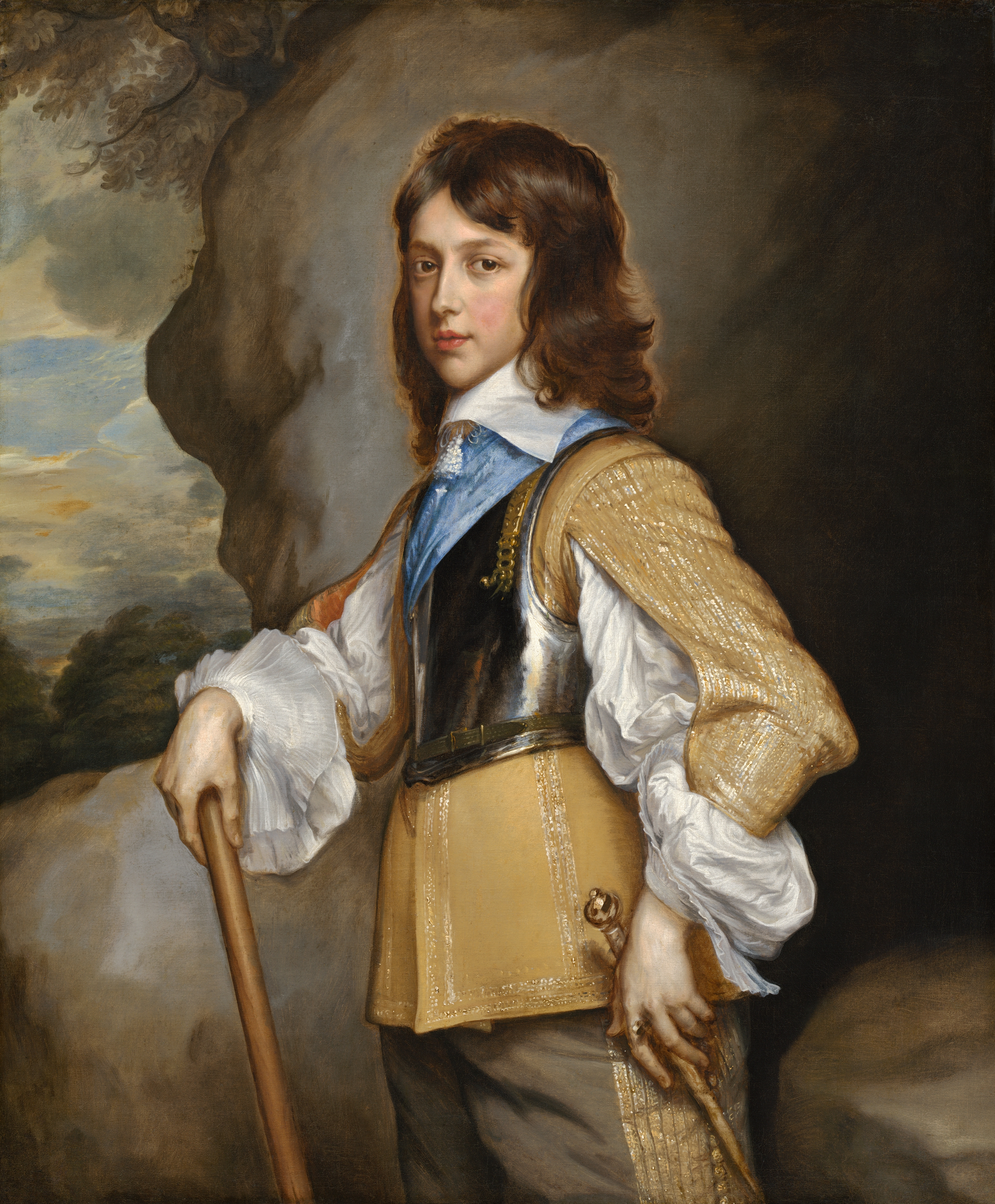
Портрет Генри кисти Адриана Ханнемана, ок. 1653

Генри оставался в Карисбруке до 1652 года, когда Оливер Кромвель разрешил принцу уехать из страны и выделил ему средства для покрытия расходов на путешествие. Генри отправился в Голландию к сестре Марии, где был радушно принят ею и другими родственниками. Там же в пасхальное воскресение 1653 года принц был посвящён в рыцари ордена Подвязки. Затем по особому приглашению матери принц присоединился к ней в Париже. В 1653 году его старший брат Карл II отправился в Германию, куда год спустя перевёз свой двор; Карл предложил взять с собой Генри, но их мать настояла на том, что принц останется в Париже: она считала, что после длительного пребывания в Англии Генри стоит усовершенствовать своё образование в столице Франции. Карл уступил матери при условии, что она не станет принуждать Генри сменить веру.
Оставшись с матерью, принц, не видевшийся с ней с двухлетнего возраста, не смог установить с ней хорошие отношения, поскольку за время разлуки он стал ревностным протестантом, а Генриетта Мария была убеждённой католичкой. Вдова Карла I пошла против воли старшего сына и покойного мужа, которому когда-то тоже обещала не склонять детей к смене веры, и попыталась обратить в католичество не только Генри, но и другого своего сына — Джеймса, герцога Йоркского. Более зрелый Джеймс увлёкся религией матери, но обратился в католичество только через много лет после её смерти. Генриетта Мария не могла отказаться от попыток сделать младшего сына католиком, поскольку считала, что только истинная церковь способна спасти его душу. Первое время она действовала осторожно и даже не стала отсылать от сына его учителя Роберта Ловела, исповедовавшего англиканство. Генри навестил брата Джеймса, а по возвращении в Париж обнаружил, что его учитель отослан обратно в Англию. Принц же был передан на попечение олмонера Генриетты Марии — Уолтера Монтегю, аббата монастыря близ Понтуаза, который должен был заняться религиозным воспитанием четырнадцатилетнего Генри. В отсутствие Ловела Генри поддался на уговоры аббата и согласился изучить католичество, однако был глубоко возмущён действиями матери. Не получив быстрого результата, Генриетта Мария присоединилась к Монтегю и стала склонять сына к смене религии. Генри оказался непреклонен, и было решено отправить его в колледж иезуитов.
Когда вести о действиях матери дошли до Карла, он пришёл в бешенство и тут же отправил маркиза Ормонда в Париж, чтобы доставить Генри к нему в Кёльн. Сначала Генри отказался уехать из Парижа, и Ормонд согласился с его решением. Вместе с тем принц заверил мать, что намеревается при всех опасностях придерживаться протестантской религии, а та заявила, что не желает больше его видеть. Когда Генри вернулся с очередной англиканской службы, он обнаружил, что по приказу Генриетты Марии его лошади выведены из конюшен, постельное бельё снято с его кровати, а на кухню отдан приказ не готовить принцу еду; это означало, что принца фактически выгнали из дворца. Генри переселился в дом лорда Хаттона, где провёл два месяца, пока маркиз Ормонд собирал средства для отправки принца к брату в Кёльн. Таким образом, попытки Генриетты Марии обратить Генри в католичество не только не увенчались успехом и разозлили роялистов и короля, но и окончательно испортили её отношения с младшим сыном.
Принц оставался с Карлом в Кёльне до 1656 года. В июле 1655 года братьев навестила сестра Мария, затем они вместе совершили поездку во Франкфурт, где инкогнито посетили ярмарку, но не смогли остаться неузнанными. До этого Генри пару раз вместе с братом и в одиночку навещал Марию в Нидерландах. В 1656 году братья уехали в Брюгге, где Генри стал членом братства «Лучники святого Георгия». В декабре 1656 года Генри стал полковником «старого» английского полка испанской армии и вызвался вместе с братом Джеймсом поступить на службу к испанцами в 1657 году в Нижних землях. Мать принцев выступила против: она считала, что Генри слишком молод, чтобы становиться солдатом. Принц её не послушал и принял участие вместе с братом в обороне Дюнкерка 17 июня 1658 года, где оба проявили большую храбрость. Когда город пал, Генри смог избежать плена, прорвавшись через вражеские боевые порядки с частью защитников. В бою принц потерял меч, и пока Вильнёв, конюший принца де Линя, искал потерянное оружие, Генри прикрывал его с пистолетом в руке.
26 февраля 1657 или 1658 года Карл II посвятил брата в рыцари, 27 октября 1658 года ввёл его в свой Тайный совет, а 13 мая 1659 года вернул ему титул герцога Глостерского и даровал титул графа Кембриджского.

### Реставрация монархии и смерть

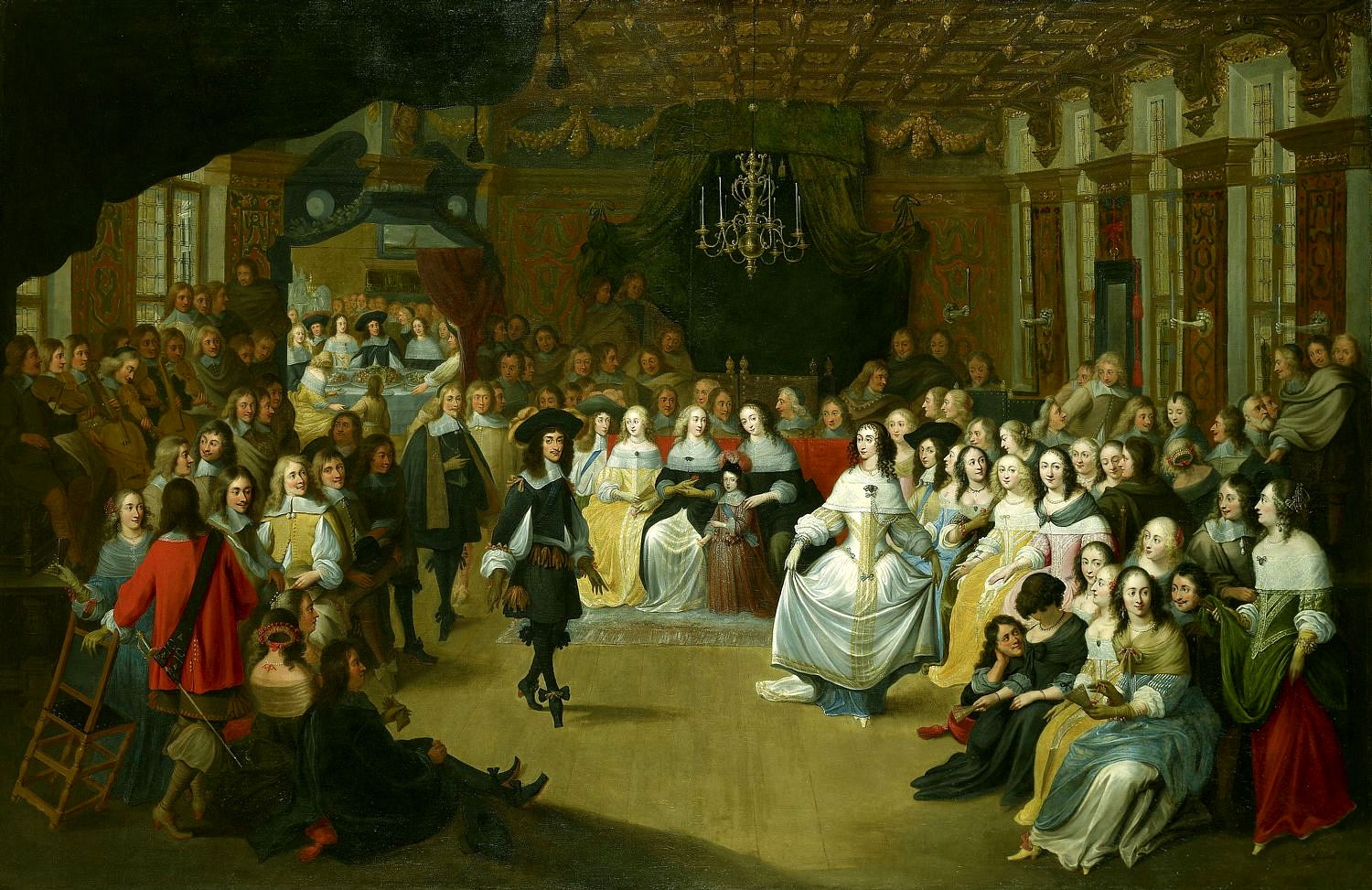
Банкет, данный в честь Карла II в Гааге накануне его возвращения в Англию. Генри изображён за левым плечом Марии, принцессы Оранской, танцующей на переднем плане.
Иероним Янссенс, ок. 1660

Во время реставрации монархии в Англии в 1660 году Генри сопровождал брата Карла II на родину; расходы на их поездку вновь оплатил парламент. Генри поселился в Уайтхолле и 31 июня 1660 года он уже заседал в палате лордов. 13 июня он был назначен на пост главного стюарда Глостера, а 3 июля стал рейнджером Гайд-парка.
В начале сентября 1660 года Генри заразился оспой, эпидемия которой бушевала в Лондоне. Принц умер 13 сентября 1660 года до того, как его брат Карл II был коронован в Лондоне. 21 сентября тело Генри перевезли в Сомерсет-хаус, откуда его по реке доставили в Вестминстер. Он был похоронен в Вестминстерском аббатстве в склепе королевы Шотландии Марии Стюарт. Смерть Генри омрачила радость от воссоединения семьи. Несколько недель спустя от оспы умерла старшая сестра Генри Мария Стюарт, принцесса Оранская, которая на смертном одре пожелала быть похороненной рядом с братом.
Граф Кларендон, английский историк, государственный деятель и отец первой жены герцога Йоркского, восторженно писал о Генри как о представителе лучшей молодёжи, «наиболее мужественном… что я когда-либо знал» и «принце необычайных надежд, имевшем личность миловидную и грациозную с живостью и силой разума и понимания». Гилберт Барнет считал, что у принца «был другой характер, нежели у любого из его братьев. Он был активным и любил заниматься делами, имел склонность к особой дружбе и причудливый характер, который, как правило, был очень приятным». Как писал Барнет, «его смерть оплакивали многие, в особенности король, который ещё никогда не был так расстроен».
Вполне возможно, Генри, ярый протестант, стал бы королём Англии и Шотландии, когда его брат Джеймс, перешедший в католицизм, был свергнут и бежал из страны в 1688 году. Смерть Генри привела к тому, что в конечном итоге корона перешла к Вильгельму III и Марии II — детям старшей сестры и старшего брата Генри соответственно, а позднее и к Ганноверской династии.

## Герб

Собственный герб Генри основан на королевском гербе Стюартов. Щитодержатели обременены титлом (турнирным воротничком) как в щите: на зелёной лужайке золотой, вооружённый червленью и коронованный золотой короной леопард [восстающий лев настороже] и серебряный, вооружённый золотом единорог, увенчанный наподобие ошейника золотой короной с прикреплённой к ней цепью.
Щит четверочастный с серебряным турнирным воротником [титлом], зубцы которого обременены розой Тюдоров (червлёная роза с серебряной сердцевиной и зелёными листьями): в 1-й и 4-й частях — английский королевский герб (начетверо: в 1-й и 4-й частях в лазоревом поле три золотых лилии [Франция]; во 2-й и 3-й частях в червлёном поле три золотых леопарда [идущих льва настороже], вооружённых лазурью, один над другим); во 2-й части — герб Шотландии (в золотом поле червлёный, вооружённый лазурью, восстающий лев, окружённый двойной процветшей и противопроцветшей внутренней каймой); в 3-й части — герб Ирландии (в лазоревом поле золотая с серебряными струнами арфа).
Щит увенчан короной, соответствующей достоинству детей монарха с владельческой шапкой. Над короной расположен нашлемник: золотой, коронованный золотой короной детей монарха леопард с серебряным титлом (как в щите) на шее, стоящий также на золотой короне. Щит опоясан лентой Ордена Подвязки из тёмно-синего бархата с вытканной золотом каймой и золотой надписью: «Honi soit qui mal y pense» — «Да стыдится тот, кто подумает об этом дурно».
В книге Элиаса Эшмола «Учреждения, законы и церемонии благороднейшего Ордена Подвязки» указан герб с тремя розами (одна над другой) на каждом зубце титла.

## Комментарии
1. ↑  Капеллан или другой церковник, ведающий раздачей милостыни.
2. ↑  Банкет был организован Иоганном Морицем Нассау-Зигенским и Республикой Соединённых провинций в честь Карла II в воскресенье 22 мая 1660 года в гаагском дворце Маурицхёйс, накануне возвращения Карла II на родину во время реставрации монархии в Англии. Достоверно неизвестно, была ли картина написана по случаю этого события, была ли она заказана кем-то из участников, или стала более поздним ответом на «запрос рынка». Неясно также, изображает ли картина именно тот бал, поскольку интерьеры помещения, изображённого на картине, не совпадают ни с одним описанием реальных покоев Маурицхёйса. Картина вошла в Королевскую коллекцию только в 1828 году, пережив несколько перепродаж.
Карл II изображён на картине дважды: танцующим с сестрой Марией и сидящим с ней за столом в комнате, изображённой в верхнем левом углу. В числе идентифицированных гостей бала десятилетний сын Марии Вильгельм (будущий король Вильгельм III; сидит в центре между двумя дамами в чёрном) и братья Карла — Джеймс, герцог Йоркский (будущий король Яков II; сидит за левым плечом Карла), и, собственно, Генри, герцог Глостерский (сидит за левым плечом Марии). Человек, стоящий за правым плечом Карла II, вероятно, и есть хозяин дворца Иоганн Мориц Нассау-Зигенский.
В комнате за банкетным столом Карл II сидит между сестрой Марией и тёткой Елизаветой, королевой Богемии. Позади расположены мужчины, которые, судя по всему, на балу изображены сидящими под навесом позади Карла II. Элегантные пары, сидящие на полу вокруг переднего плана, кажутся неуместными. Эта сцена, вероятно, не существовала в реальности и, возможно, отображает предположение, что Карл II присоединился к модной толпе, пришедшей посмотреть происходящее из другой комнаты. Это может объяснить, почему на картине изображены танцы по случаю, не являющемуся балом.[54]